# Принцип д'Аламбера — Лагранжа
Принцип д'Аламбера — Лагранжа або динамічний принцип віртуальних переміщень стверджує, що для того, щоб рівняння руху матеріальних точок у механічній системі з накладеними зв'язками зводилися до форми
{\displaystyle m_{i}{\ddot {\mathbf {r} }}_{i}=\mathbf {F} _{i}+\mathbf {R} _{i}},
де {\displaystyle m_{i}} — маси матеріальних точок, {\displaystyle \mathbf {F} _{i}} — сили, які на них діють, а {\displaystyle \mathbf {R} _{i}} — сили реакції, необхідно й достатньою, щоб робота всіх сил, включаючи сили інерції на будь-яких віртуальних переміщеннях дорівнювала нулю.
{\displaystyle \sum _{i}(-m_{i}{\ddot {\mathbf {r} }}_{i}+\mathbf {F} _{i})\cdot \delta \mathbf {r} _{i}=0}
Зв'язки, які задовольняють такій умові, називаються ідеальними зв'язками.